# 더티 해리 2 - 이것이 법이다
《더티 해리 2 - 이것이 법이다》(영어: Magnum Force)는 미국에서 제작된 테드 포스트 감독의 1973년 액션 스릴러 영화이다. 클린트 이스트우드 등이 출연하였고, 로버트 데일리 등이 제작에 참여하였다.

## 출연진
- 클린트 이스트우드
- 핼 홀브룩
- 데이비드 솔
- 팀 매서슨
- 킵 니븐
- 로버트 유릭
- 펠턴 페리
- 미첼 라이언
- 마거릿 에이버리
- 존 미첨
- 앨버트 포프웰
- 리처드 데번
- 모리스 아전트
- 윌 허친스 (크레디트 미기재)
- 수잰 서머스 (크레디트 미기재)
- 로버트 트레버 (크레디트 미기재)

## 우리말 녹음
MBC 성우진 (1989년 9월 9일)
- 김관철 - 해리 캘러핸 (클린트 이스트우드)
- 황일청 - 브릭스 경위 (핼 홀브룩)
- 이인성 - 얼리 (펠턴 페리)
- 김남수
- 전국근
- 홍승옥
- 김명수
- 이성
- 이종오
- 최상기
- 김수희
- 신성호
- 김정신
- 박영화
- 이우신
- 이윤연
- 이종혁
- 황윤걸
- 김강산